# J'accuse.......amore mio
J'accuse.......amore mio è il terzo album in studio del cantautore italiano Faust'O, pubblicato nel 1980.

## Descrizione
L'album è stato pubblicato per il mercato italiano dall'etichetta discografica Ascolto/CGD nell'ottobre del 1980 in un'unica edizione in due formati: LP e musicassetta. L'album è stato ristampato solamente una volta, in formato CD, nel 1996, sempre su etichetta CGD.

## Tracce
1. J'accuse.......amore mio – 0:52 (Claudio Chianura, Fausto Rossi)
2. Piccole anime – 3:27 (Claudio Chianura, Fausto Rossi)
3. Retroattività – 2:23 (Claudio Chianura, Fausto Rossi)
4. Disaster – 3:04 (Fausto Rossi)
5. Hotel Plaza – 3:33 (Fausto Rossi)
6. Michael Michael (You're Bloody Drunk) – 1:40 (Fausto Rossi, Mauro Pauluzzi)
7. Buon anno – 3:50 (Fausto Rossi)
8. Capricorn – 4:02 (Fausto Rossi)
9. Non mi pettino mai – 3:38 (Claudio Chianura, Fausto Rossi)
10. Non vendere i nostri sogni – 3:02 (Fausto Rossi)
11. Forse anche noi...... – 3:17 (Fausto Rossi)

Durata totale: 32:48

## Crediti
- Faust'O - voce, chitarra, sintetizzatore, pianoforte, tastiera
- Mauro Paoluzzi - chitarra, batteria
- Franco Cristaldi - basso
- Piero Cazzago - chitarra
- Giuseppe Cazzago - batteria
- Amedeo Bianchi - sassofono

## Edizioni
- 1980 - J'accuse.......amore mio (Ascolto/CGD, ASC 20232/4509 97367-2, LP)
- 1980 - J'accuse.......amore mio (Ascolto, 30 ASC 20232, MC)
- 1996 - J'accuse.......amore mio (CGD, 4509-97367-2)